# Projekt Avdhela
Projekt Avdhela (vlaško Proiectulu Avdhela; romunsko Proiectul Avdhela), znan tudi kot Knjižnica romunske kulture (vlaško Biblioteca di Culturâ Armâneascâ; romunsko Biblioteca Culturii Aromâne), je digitalna knjižnica in kulturna pobuda, ki jo je razvilo združenje Predania. Cilj projekta Avdhela je zbiranje, urejanje in odpiranje javnosti akademskih del o Aromunih, ki temeljijo na vrsti posebnih načel. Predstavljen je bil 24. novembra 2009 v Bukarešti v Romuniji. Javne prireditve, promocija kulturnih del in objavljanje avdiovizualnih gradiv so druge dejavnosti, ki jih izvaja projekt Avdhela v podporo romunski kulturi.

## Zgodovina

### Osnova in cilji
Projekt Avdhela se je začel 24. novembra 2009 v Kmečkem klubu Romunskega kmečkega muzeja v Bukarešti v Romuniji. Slovesnost se je začela ob 18:00 EET, udeležile pa so se je osebnosti, kot so romunski esejist in pesnik George Vrana, antropolog in režiser Ionuț Piturescu ter režiser Aleksander Zikov. Tam so predvajali filma Balkan's Digest režiserja Piturescuja in Calea Eschibaba režiserja Zikova.
Projekt Avdhela je neodvisna neprofitna pobuda, ki jo je razvilo združenje Predania, njegov cilj pa je »prepoznati, urediti in ponuditi«" umetniška in znanstvena dela o aromunski kulturi ter jih narediti brezplačna in lahko dostopna vsem potencialno zainteresiranim raziskovalcem ali posameznikom prek svoje digitalne knjižnice. Projekt trdi, da je zgrajen na načelih skladnosti, z uporabo pravopisnega predloga za aromunski jezik aromunske lingvistke Matilde Caragiu Marioțeanu za ohranjanje in izdajo aromunskih del; in načelo odprtosti, kar pomeni razvoj kulturnih povezav med Aromuni in ostalimi balkanskimi narodi, pa tudi s preostalo svetovno dediščino. Ti cilji so predvideni z dejavnostmi, kot so javni dogodki, raziskovalni projekti, objavljanje fotografskega in avdiovizualnega gradiva ter promocija kulturnih projektov za mlade Romune.
Projekt Avdhela ima lastno Facebook stran; leta 2010 je bila druga stran, posvečena Aromunom, z največ člani v Romuniji, saj je imela 1200 članov in zaostala le za Limba armânească ('Aromunski jezik'), s 1579 člani. Facebook stran vključuje razprave in objave tako v romunščini kot v romunščini v enakem deležu, pri čemer so objave na strani dvojezične. Ima del z opisom skupine in njenih načel, pravil in vrednot v šestih jezikih v naslednjem vrstnem redu: aromunski, romunski, grški, angleški, francoski in nemški.

### Aktivnosti
Leta 2012 je projekt Avdhela podprl finančno kampanjo za Iho, dokumentarni film o štirih aromunskih osemdesetletnikih (Nicolae Zogu, Vasile Giogi, Dumitru Zogu in Mihai Gherase) iz Cogealaca, tolmačih romunske polifonične glasbe (to je glasbe z dvema ali več izvajalci), ki gredo in izvedejo več koncertov z romunskim glasbenikom Grigorejem Leșejem, potem ko so ga srečali, za album njihove glasbe, ki je bil kasneje izdan. Leta 2013 je založba Predania izdala knjigo o tradicionalnem življenju Aromunov, ki jo je napisal Iotta Naum Iotta, aromunski učenjak in profesor, ki je knjigo napisal leta 1961, a je pet let kasneje umrl. Pred smrtjo mu knjige ni uspelo izdati in je bila v njegovi družini shranjena petdeset let, dokler je Iottina vnukinja Mioara ni predala Marii Parizi, aromunski učenjakinji iz Konstance (Constanța) v Romuniji. Od nje je knjiga dosegla projekt Avdhela. Druga pobuda projekta je O pagină pe zi pentru cultura aromână (»Stran na dan za armansko kulturo«), spletna kampanja, ki spodbuja prostovoljce k pomoči pri zbiranju del, pomembnih za Aromune.
Projekt Avdhela je znan tudi po različnih javnih dogodkih. 15. januarja 2012, na dan romunske nacionalne kulture, je organizirala sejo razprav in branj o odnosu med slavnim romunskim pesnikom Mihaijem Eminescujem in ljudstvom Romunije. V čast pesniku je projekt izdal več knjig in študij, povezanih z njim. Dogodka so se udeležile romunske osebnosti, kot so novinarka Aurica Piha, zgodovinar in filolog Nicolae Șerban Tanașoca in Vrana. Projekt Avdhela je 23. marca 2019 obeležil spomin na štiri Aromune, vključno z duhovnikom Haralambie Balamaci, ki so jih leta 1914 v Korçë (Curceaua, Curceauã, Curceau ali Curciau) ubile etnične grške čete, ker so podpirali aromunsko identiteto v regiji. Projekt Avdhela je trdil, da je bilo iz podobnih razlogov umorjenih skupaj 1000 armunskih, megleno-romunskih in romunskih duhovnikov, profesorjev in učiteljev ter preprostih študentov. 7. maja istega leta je projekt Avdhela pomagal organizirati konferenco na Fakulteti za pravoslavno teologijo Univerze v Bukarešti o verskih vidikih Aromunov in Megleno-Romunov. To je bilo narejeno v sodelovanju z Makedonsko-romunsko kulturno družbo.
Knjižnica projekta Avdhela vključuje veliko število stran za stranjo digitaliziranih knjig romunskih avtorjev, kot so Caragiu Marioțeanu, Tache Papahagi ali Ionel Zeana, pa tudi iz samega Vrana. Vključene so tudi pesmi aromunskih pesnikov, kot je Nuși Tulliu; projekt Avdhela je napisal tudi analizo o pomenu Tulliuja za aromunsko literaturo. Drugo izvirno delo projekta je Exiyisiri la Tatălu a nostru (»Razlaga Očetu našem«), eno redkih del, ki pokrivajo krščansko identiteto in duhovnost Aromuncev.